# 伊万·帕瑟
伊万·帕瑟（捷克語：Ivan Passer，1933年7月10日—2020年1月9日），捷克电影导演，编剧。捷克斯洛伐克电影新浪潮运动代表人物之一。

## 生平
1933年7月10日出生于捷克斯洛伐克共和国布拉格。在波傑布拉迪乔治国王寄宿学校的中学时代就与米洛斯·福曼、傑齊·史柯里莫斯基（后来成为电影导演）和瓦茨拉夫·哈维尔（后来成为捷克总理）等是同学。中学毕业后考入布拉格影视表演艺术学院，但没有完成课程。毕业之后，帕瑟在米洛斯·福曼导演的一些早期纪录片以及剧情片《黑彼得》中担任副导演，还参与过《消防员舞会》和《金发女郎之恋》的编剧工作，这两部影片都获奥斯卡最佳國際影片獎提名。帕瑟的导演处女作是《逝水年华》，于1965年上映。
1968年布拉格之春后，捷克斯洛伐克的社会气氛顿时紧张。1969年1月，帕瑟和米洛斯·福曼一起流亡美国。后来在好莱坞工作，先后执导了《天生大赢家》《今时今日》《暗藏王牌》《银熊》《终极手段》等影视作品。也曾在南加州大学电影学院执教。2008年获捷克卡罗维发利电影节终身成就奖。
2020年1月9日因肺炎并发症在美国雷諾去世，享年86岁。